# Bert Allum
Albert Edward Allum (sinh ngày 15 tháng 10 năm 1930) là một tiền đạo bóng đá người Anh thi đấu ở Football League cho Queens Park Rangers.

## Sự nghiệp thi đấu
| Câu lạc bộ          | Mùa giải            | Giải đấu                         | Giải đấu | Giải đấu | Cúp FA | Cúp FA | Tổng | Tổng |
| Câu lạc bộ          | Mùa giải            | Hạng đấu                         | Trận     | Bàn      | Trận   | Bàn    | Trận | Bàn  |
| ------------------- | ------------------- | -------------------------------- | -------- | -------- | ------ | ------ | ---- | ---- |
| Hereford United     | 1949–50             | Southern League Premier Division | 1        | 0        | 0      | 0      | 1    | 0    |
| Hereford United     | 1951–52             | Southern League Premier Division | 2        | 1        | 1      | 0      | 3    | 1    |
| Hereford United     | Tổng                | Tổng                             | 3        | 1        | 1      | 0      | 4    | 1    |
| Queens Park Rangers | 1957–58             | Third Division South             | 1        | 0        | —      | —      | 1    | 0    |
| Tổng cộng sự nghiệp | Tổng cộng sự nghiệp | Tổng cộng sự nghiệp              | 4        | 1        | 1      | 0      | 5    | 1    |